# 銅蟲

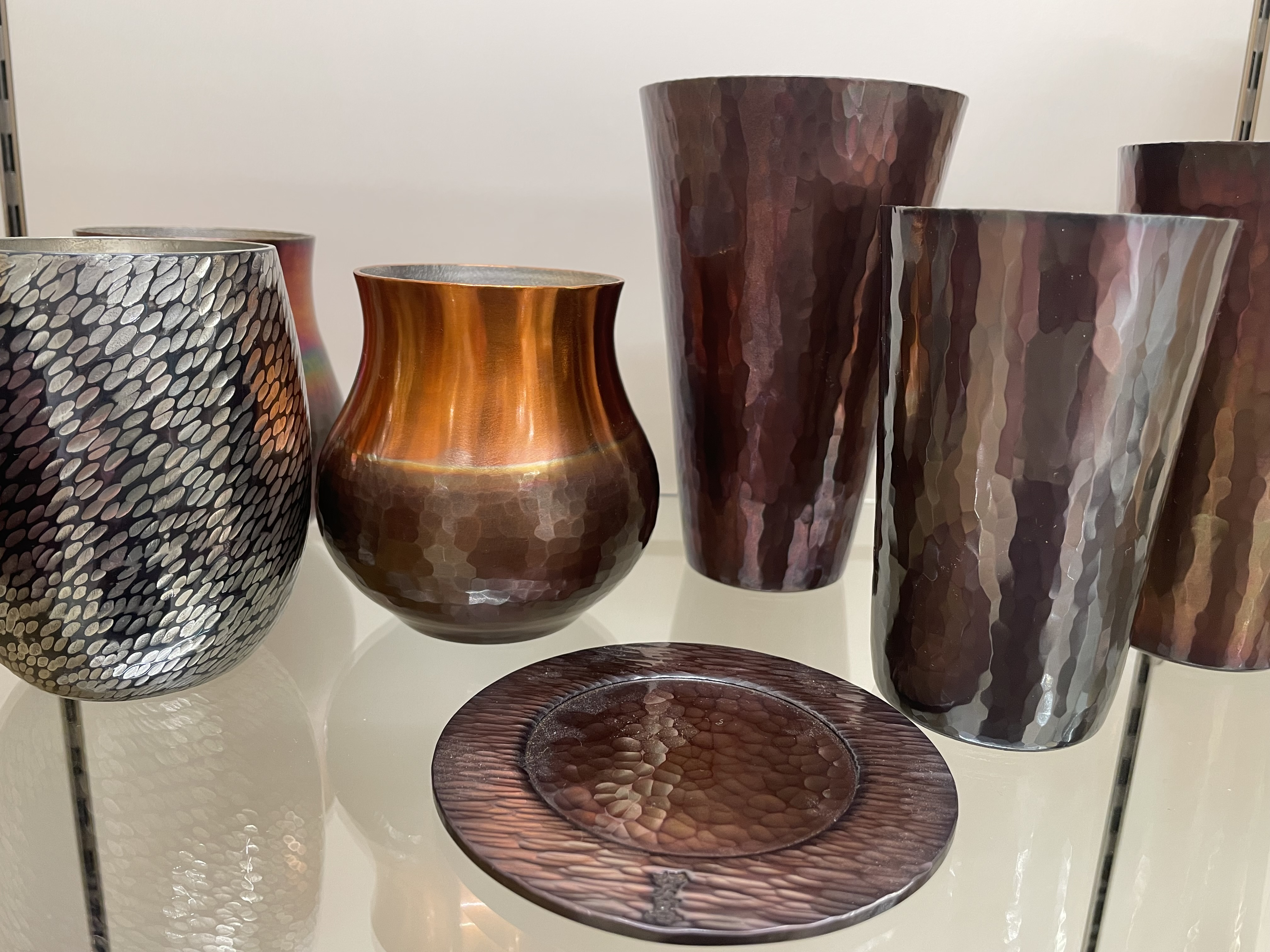

銅蟲（どうちゅう）とは、銅板を槌（つち）で叩いて整形し、表面に「ツチ目」模様を施し、稲の藁で燻して磨き上げた広島県の伝統工芸品。
17世紀前半には技法が成立したとされている。銅蟲の名前は、江戸時代の初めに広島藩の藩主がお抱え職人の一人をその仕事熱心さから「銅の蟲（むし）」と呼んだことに由来する。主に花瓶、飾皿、茶道具、文具が製作されており、時代を経るほどに一層深い色としぶい光沢を帯びてくる。

## 関連人物
- 松井一實（政治家） - 広島市長。父親・松井明雄が銅蟲職人だった。その弟子が岩本一功になる[要出典]。